# Maurecourt
Maurecourt település Franciaországban, Yvelines megyében. Lakosainak száma 4399 fő (2022. január 1.). Maurecourt Andrésy, Conflans-Sainte-Honorine, Triel-sur-Seine, Jouy-le-Moutier és Neuville-sur-Oise községekkel határos.

## Népesség
A település népességének változása:
| Lakosok száma | 4411 | 4422 | 4446 | 4358 | 4327 | 4414 | 4384 | 4355 | 4399 |
|               | 2013 | 2015 | 2016 | 2017 | 2018 | 2019 | 2020 | 2021 | 2022 |